# دم‌کرکی خال‌نخودی
دُم‌کُرکی خال‌نخودی (نام علمی: Sarothrura elegans) نام یک گونه از سرده دم‌کرکی است.